# Lae Butar
Lae Butar is een bestuurslaag in het regentschap Aceh Singkil van de provincie Atjeh, Indonesië. Lae Butar telt 2304 inwoners (volkstelling 2010).